# Stade Municipal de Parakou
Stade Municipal – piłkarski stadion w Parakou w Beninie. Stadion mieści 8000 osób. Na stadionie grają zawodnicy klubów Buffles du Borgou FC i Dynamo Unacob.